# Analogy 〜彩音 HIGURASHI Song Collection〜
『Analogy 〜彩音 HIGURASHI Song Collection〜』（アナロジー あやね・ヒグラシ・ソング・コレクション）は、日本の女性歌手、彩音の3枚目のコンセプト・アルバムである。2021年7月28日にMAGES.よりリリースされた。

## 概要
- 前作『レジリエンス 〜Memories Off BEST〜』より約3年4ヶ月振りとなるアルバム。
- 本作は、『ひぐらしのなく頃に』シリーズに提供した主題歌を全曲収録したもので、ゲームシリーズにテーマを絞った主題歌集については2作目となる。
- 初回限定盤、通常盤の2形態で発売。初回限定盤には楽曲「Analogy」「嘆きノ森」「その先にある、誰かの笑顔の為に」「不規則性エントロピー」のプロモーションビデオ、「Analogy」のメイキング映像、2020年12月24日に開催された配信ライブ『Ayane FAN“MEAT”ing -Online Christmas Live- 』よりひぐらし楽曲ダイジェスト映像を収録したBlu-ray discが付属している[2]。
- 全13曲収録のうち10曲が志倉千代丸の作詞・作曲によるもので、2曲が彩音の作詞によるものである。
- ジャケットは渡辺明夫による描き下ろしイラストとなり、ひぐらしシリーズの登場人物である園崎詩音、園崎魅音、竜宮レナの3人が描かれている。

## チャート成績
オリコン週間チャートで初登場38位を記録し、初動売上は1,132枚を記録した。チャート登場回数は3回、累計1,557枚のセールスを記録した。

## 収録曲
| #         | タイトル                                      | 作詞       | 作曲         | 編曲          | 時間  |
| --------- | --------------------------------------------- | ---------- | ------------ | ------------- | ----- |
| 1.        | 「神様のシンドローム」                        | 志倉千代丸 | 志倉千代丸   | Tak Miyazawa  | 4:15  |
| 2.        | 「コンプレックス・イマージュ」                | 志倉千代丸 | 志倉千代丸   | 上野浩司      | 4:58  |
| 3.        | 「嘆きノ森」                                  | 志倉千代丸 | 志倉千代丸   | 磯江俊道      | 5:20  |
| 4.        | 「Analogy」                                   | 彩音       | 志倉千代丸   | 悠木真一      | 4:39  |
| 5.        | 「ただ流るるままに」                          | 志倉千代丸 | 志倉千代丸   | 川越好博      | 4:39  |
| 6.        | 「その先にある、誰かの笑顔の為に」            | 志倉千代丸 | 志倉千代丸   | 上野浩司      | 4:33  |
| 7.        | 「Angelic bright」                            | 志倉千代丸 | 志倉千代丸   | 磯江俊道      | 5:07  |
| 8.        | 「フラストレーション」                        | 志倉千代丸 | 志倉千代丸   | 伊藤俊        | 5:21  |
| 9.        | 「コンプレックス・イマージュ」(Acoustic Ver.) | 志倉千代丸 | 志倉千代丸   | @2            | 5:34  |
| 10.       | 「嘆きノ森」(Acoustic Ver.)                   | 志倉千代丸 | 志倉千代丸   | @2            | 5:19  |
| 11.       | 「Resonant fragments」                        | 本木咲黒   | dai          | xaki・M.Zakky | 3:55  |
| 12.       | 「Invisible light」(新曲)                     | 彩音       | アッシュ井上 | アッシュ井上  | 4:37  |
| 13.       | 「不規則性エントロピー」                      | 志倉千代丸 | 志倉千代丸   | 悠木真一      | 4:24  |
| 合計時間: | 合計時間:                                     | 合計時間:  | 合計時間:    | 合計時間:     | 62:41 |

| #  | タイトル                                               | 作詞 | 作曲・編曲 |
| -- | ------------------------------------------------------ | ---- | ---------- |
| 1. | 「Analogy」(ミュージックビデオ)                        |      |            |
| 2. | 「Analogy」(メイキング映像)                            |      |            |
| 3. | 「嘆きノ森」(ミュージックビデオ)                       |      |            |
| 4. | 「その先にある、誰かの笑顔の為に」(ミュージックビデオ) |      |            |
| 5. | 「不規則性エントロピー」(ミュージックビデオ)           |      |            |
| 6. | 「Ayane FAN "MEAT"ing Live Movie」                     |      |            |

## タイアップ
| 曲名                           | タイアップ                                                                              |
| ------------------------------ | --------------------------------------------------------------------------------------- |
| 神様のシンドローム             | テレビアニメ『ひぐらしのなく頃に 業』前期エンディングテーマ                             |
| コンプレックス・イマージュ     | PlayStation 2用ゲームソフト『ひぐらしのなく頃に祭 ～澪尽し編～』オープニングテーマ      |
| 嘆きノ森                       | PlayStation 2用ゲームソフト『ひぐらしのなく頃に祭』オープニングテーマ                   |
| Analogy                        | テレビアニメ『ひぐらしのなく頃に 卒』オープニングテーマ                                 |
| ただ流るるままに               | ニンテンドーDS用ゲームソフト『ひぐらしのなく頃に絆 第四巻・絆』賽殺し/言祝し編 主題歌   |
| その先にある、誰かの笑顔の為に | PlayStation Portable用ゲームソフト『ひぐらしデイブレイク Portable」主題歌               |
| Angelic bright                 | ニンテンドーDS用ゲームソフト『ひぐらしのなく頃に絆 第四巻・絆』祭囃し編/澪尽し編 主題歌 |
| フラストレーション             | スマートフォン用ゲームアプリ『ひぐらしのなく頃に 命』主題歌                             |
| Resonant fragments             | パチンコ『Pひぐらしのなく頃に～廻～』搭載曲                                             |
| 不規則性エントロピー           | テレビアニメ『ひぐらしのなく頃に 業』後期エンディングテーマ                             |